# Erislandy Álvarez
Erislandy Álvarez Borges (Cienfuegos, 14 de julho de 2000) é um pugilista cubano, campeão olímpico.

## Carreira
No Campeonato Mundial de Boxe Amador de 2023, em Tashkent, Álvarez perdeu na final para o francês Sofiane Oumiha. Ele fez sua estreia no ringue profissional em 10 de fevereiro de 2023, vencendo por pontos.
Nos Jogos Olímpicos de Verão de 2024, em Paris, conquistou a medalha de ouro na disputa de peso leve (até 63,5 kg).